# Emil Conrad (Sammler)
Emil Conrad (* 20. Oktober 1885 in Hannover; † 23. Februar 1967 ebenda) war deutscher Sammler von Werken Wilhelm Buschs und erster Direktor des Wilhelm-Busch-Museums.

## Leben
Emil Conrad absolvierte eine kaufmännische Lehre und arbeitete später als Gehilfe bei der Continental AG, wo er in der Buchhaltung tätig war.  Er beherrschte die Stenographie und schrieb schon 1921 – als Ehrenmitglied – eine Festschrift zum fünfundsiebzigjährigen Bestehen des „Gabelsberger“ Stenographenvereins von 1846 zu Leipzig.
Conrad war Mitarbeiter von Professor Erich Obst in der Geographischen Gesellschaft zu Hannover, wurde dann im Heimatbund Niedersachsen aktiv sowie in der Kammermusikgemeinde Hannover, die er mitbegründete. 1927 schied er aus seiner kaufmännischen Tätigkeit bei der Continental AG aus und wurde stattdessen Geschäftsführer des wenige Jahre zuvor 1924 gegründeten Kulturrings Hannover.
Emil Conrad entwickelte eine besondere Liebe zu den Werken Wilhelm Buschs und gab „den entscheidenden Anstoß zur Gründung der Wilhelm-Busch-Gesellschaft“, deren Geschäftsführung er von 1930 bis 1956 innehatte und über die er Anteil hatte an der Rettung des Geburtshauses von Busch in Wiedensahl. Der auch privat leidenschaftliche Sammler trug „mit viel Spürsinn, Verhandlungsgeschick, Geduld und mit Hilfe so manchen Blumenstraußes [...] den größten Teil des verstreuten Nachlasses von Wilhelm Busch für das Wilhelm-Busch-Museum zusammen“. 1937 wurde er der erste Direktor des Wilhelm-Busch-Museums (ebenfalls bis 1956).
Nach seinem Ausscheiden aus dem Berufsleben schrieb ein Journalist anlässlich des 75ten Geburtstages von Emil Conrad:

„Die Dinge kamen zu ihm, so, als ob sie wussten, dass sie bei ihm gut aufbewahrt sind.“

## Schriften
- Emil Conrad: Festschrift zum fünfundsiebzigjährigen Bestehen des "Gabelsberger" Stenographenvereins von 1846 zu Leipzig. Jubiläumsgabe vom Ehrenmitglied, Leipzig [Albertstrasse 36 II]: "Gabelsberger" Stenographenverein von 1846, 1921; Inhaltsangabe über die Deutsche Nationalbibliothek